# Antoni Amatller
Antoni Amatller i Costa (Barcellona, 1851 – Barcellona, 10 gennaio 1910) è stato un imprenditore, collezionista d'arte e fotografo spagnolo, nonché maestro cioccolatiero, figlio di una famiglia di cioccolatai risalente al 1797.

## Biografia
Si formò professionalmente in Svizzera e Belgio.
Appassionato di pittura e disegno fin da giovane, unì alla sua attività imprenditoriale un forte interesse per il collezionismo e la fotografia. Membro della Associazione Belga di Fotografia di Bruxelles, ottenne notevoli riconoscimenti per le sue opere fotografiche, soprattutto reportage dei diversi viaggi in Europa, Nordafrica e Medio Oriente.
Come collezionista è molto rilevante la sua collezione di vetro romano e vetro decorato, una delle più importanti in mano private dell'intera Spagna.
La sua stessa abitazione, la Casa Amatller, è una grande opera modernista di Barcellona. Nella stessa si trova l'Institut Amatller d'Art Hispànic, creato dalla figlia Teresa Amatller, e in cui è conservato il materiale fotografico di Antoni Amatller e buona parte della sua collezione d'arte.